# Ringer-Weltmeisterschaften 1909
Die Ringer-Weltmeisterschaften 1909 fanden am 3. Oktober 1909, zum dritten Mal nach 1904 und 1908, in Wien statt. Es wurden Medaillen in zwei Gewichtsklassen vergeben. Gerungen wurde im damals üblichen griechisch-römischen Stil.

## Medaillengewinner
| Klasse | Gold            | Silber                | Bronze         |
| ------ | --------------- | --------------------- | -------------- |
| -75 kg | Alois Toduschek | Robert Dirry          | Andreas Mrosek |
| +75 kg | Anton Schmitz   | Hans-Heinrich Egeberg | Josef Bechyne  |

## Medaillenspiegel
| Rang | Land       | Gold | Silber | Bronze |
| ---- | ---------- | ---- | ------ | ------ |
| 1    | Österreich | 2    | 1      | 1      |
| 2    | Dänemark   | 0    | 1      | 0      |
| 3    | Böhmen     | 0    | 0      | 1      |